# والتر كير
والتر كير (بالإنجليزية: Walter Kerr)‏ هو صحفي أمريكي، ولد في 8 يوليو 1913 في إيفانستون في الولايات المتحدة، وتوفي في 9 أكتوبر 1996 في دوبز فيري في الولايات المتحدة.

## وصلات خارجية
- والتر كير على موقع IMDb (الإنجليزية)
- والتر كير على موقع ميوزك برينز (الإنجليزية)
- والتر كير على موقع قاعدة بيانات برودواي على الإنترنت (الإنجليزية)
- والتر كير على موقع إن إن دي بي (الإنجليزية)
- والتر كير على موقع قاعدة بيانات الفيلم (الإنجليزية)